# Gerolfingen
Gerolfingen – miejscowość i gmina w Niemczech, w kraju związkowym Bawaria, w rejencji Środkowa Frankonia, w regionie Westmittelfranken, w powiecie Ansbach, wchodzi w skład wspólnoty administracyjnej Hesselberg. Leży około 27 km na południe od Ansbachu, nad rzeką Sulzach.

## Dzielnice
W skład gminy wchodzą trzy dzielnice: 
- Aufkirchen
- Gerolfingen
- Irsingen